# هياج (سحب المهدئات–المنومات)
يشير الهياج الناتج عن سحب المواد إلى الحالة العصبية التي تنتج عن النوب الانسحابية المتكررة للمهدئات–المنومات مثل الكحول والبنزوديازيبينات.
يؤدي كل سحب إلى أعراض انسحابية أكثر حدة مما كانت عليه في النوب السابقة. يعد الأفراد الذين عانوا من نوبات انسحاب أكثر عرضة لخطر الإصابة بأعراض انسحاب شديدة جدًا، بما في ذلك النوب الاختلاجية والوفاة. يؤدي الاستخدام طويل الأمد للأدوية المهدئة–المنومة التي تعمل على مستقبلات الغابا إلى تثبيط مستقبلات غابا بالإضافة إلى فرط نشاط الغلوتامات، ما قد يؤدي إلى زيادة التحسس بالأدوية والناقلات العصبية، والاستثارة المفرطة للجهاز العصبي المركزي، وفرط النشاط.

## الأعراض
يُعتقد أن شراهة شرب الكحوليات تزيد من الاندفاعية بسبب تغير وظيفي في دارات الفص الجبهي-تحت القشري والقشرة الجبهية الحجاجية. يرتبط الإفراط في شرب الكحول عند مدمني الكحول الذين خضعوا لإزالة السمية بشكل متكرر بعدم القدرة على تفسير تعابير الوجه بشكل صحيح؛ يُعزى ذلك إلى إثارة اللوزة الدماغية وتشوه النقل العصبي الناتج. يكون المراهقون والإناث والشباب الأكثر حساسية للتأثيرات العصبية والنفسية لشراهة شرب الكحوليات. تعد فترة المراهقة، وخاصةً المراهقة المبكرة، مرحلة تطورية معرضة بشكل خاص للتأثيرات الضارة السامة العصبية والمعرفية الناجمة عن الإفراط في تناول المشروبات الكحولية نظرًا لكونها فترة أساسية لنمو الدماغ.
يعاني 3% من المدمنين على الكحول من الذهان الناتج عن التسمم الحاد أو الانسحاب. قد يتجلى الذهان المرتبط بالكحول بحالات من الهياج. ترجع آلية الذهان المرتبط بالكحول إلى تشوهات الأغشية العصبية والتعبير الجيني ونقص الثيامين (فيتامين ب1). في بعض الحالات، قد يسبب تعاطي الكحول وما ينتج عنه من هياج الإصابة باضطراب ذهاني مزمن ناتج عن مواد (مثل الفصام). تشمل آثار الذهان المرتبط بالكحول زيادة خطر الإصابة بالاكتئاب والانتحار بالإضافة إلى الإعاقات النفسية والاجتماعية.

## الأسباب
تسبب شراهة شرب الكحوليات اختلال التوازن بين الأحماض الأمينية المثبطة والاستثارية والتغيرات في تحرر النواقل العصبية أحادية الأمين في الجهاز العصبي المركزي، ما يزيد من السمية العصبية؛ قد يؤدي هذا إلى إعاقات معرفية ومشاكل نفسية وقد يسبب تلفًا دماغيًا غير عكوس لكل من المراهقين والبالغين الذين يشربون الكحول على المدى الطويل. على غرار الأشخاص الذين يشربون الكحوليات بشراهة، يعاني مدمنو الكحول من تغيرات في أنظمة النقل العصبي، والتي تحدث نتيجة الهياج وزيادة التحسس أثناء الانسحاب. هذا يقلل بشكل تدريجي من العتبة المسببة لتلف الدماغ المرتبط بالكحول والضعف الإدراكي، ما يؤدي إلى تغير الوظيفة العصبية. تشبه التغيرات في نشاط أنظمة النقل العصبي الاستثارية والمثبطة تلك التي تحدث لدى الأفراد الذين يعانون من صرع الفص الصدغي أو النطاقي.

## التشخيص

### تعريف
يشير الهياج إلى أعراض الانسحاب الشديدة، بما في ذلك زيادة خطر النوب الاختلاجية، التي تحدث نتيجة الانسحاب المتكرر للكحول أو الأدوية الأخرى المهدئة-المنومة التي تعمل بآليات مشابهة. يؤثر الإيثانول (الكحول) بآلية مشابهة جدًا لتحمل البنزوديازيبينات وسحبها، بما في ذلك مستقبلات غابا-أ، ومستقبلات نمدا (ن-مثيل-د-أسبارتات) ومستقبلات أمبا (ألفا-أمينو-3-هيدروكسي-5-مثيل-4-إيزوآزوليبروبيونيك أسيد)، لكن معظم الأبحاث حول الهياج ركزت بشكل أساسي على الكحول. يحدث أيضًا اشتداد القلق والأعراض النفسية الأخرى للانسحاب من الكحول.

## العلاج
يمكن أن يؤدي الفشل في علاج متلازمة انسحاب الكحول بشكل مناسب إلى تلف دائم في الدماغ أو الوفاة.
يستخدم أكامبروسيت، وهو دواء يستخدم لتعزيز الامتناع عن الكحول، بآلية مناهضة لمستقبل نمدا، إذ يقلل من نشاط الغلوتامات المفرط في الجهاز العصبي المركزي ويقلل من التحفيز الزائد وتلف الدماغ المرتبط بالانسحاب.